# Grandview, Texas
Grandview là một thành phố thuộc quận Johnson, tiểu bang Texas, Hoa Kỳ. Năm 2010, dân số của xã này là 1561 người.

## Dân số
- Dân số năm 2000: 1358 người.
- Dân số năm 2010: 1561 người.